# يوكو ماكي (فنانة)
يوكو ماكي (باليابانية: 槙ようこ) و (باليابانية: 槙ようこ) وهي فنانة مانغاكا يابانية ولدت في يوم 11 يوليو 1991 في محافظة كاغوشيما في اليابان وقد رسمت عدة قصص مانغا على المجلات.